# Umeå
Umeå ([ˈʉːmɛo]ⓘ, en sueco: Björkarnas stad, llamada "la ciudad de los abedules") es la capital de la provincia de Västerbotten, Suecia. Tiene una superficie de 2331,4 km² y en 2005 tenía una población estimada de 109.390 habitantes.
Umeå fue elegida junto con Riga como Capital Europea de la Cultura para el año 2014.

## Historia
La primera mención de Umeå data de 1314, cuando era un pequeño asentamiento situado en la desembocadura del río Ume (el nombre "Umeå" significa literalmente ‘río Ume’). Durante la Edad Media, su ubicación estratégica en la costa del golfo de Botnia favoreció el desarrollo de contactos comerciales con otras regiones nórdicas. Debido al creciente interés por el comercio boreal, especialmente con Laponia, más suecos comenzaron a establecerse en la región durante el siglo XV, motivados tanto por incentivos económicos como por la expansión territorial del reino sueco.
En 1588, el rey Juan III concedió a Umeå los privilegios de ciudad, en un intento de consolidar un centro urbano y comercial en el norte de Escandinavia. El monarca esperaba que los campesinos locales se trasladaran a la ciudad y adoptaran estilos de vida urbanos, centrados en el comercio y la artesanía. Sin embargo, este proyecto fracasó: los pobladores no mostraron interés en abandonar su modo de vida rural, y la ciudad fue prácticamente abandonada seis años más tarde.
La refundación de Umeå fue ordenada en 1621 por el rey Gustavo II Adolfo de Suecia, en el marco de una política más amplia de fortalecimiento del control del norte de Suecia. A pesar de los esfuerzos administrativos, el crecimiento de la ciudad fue lento. En 1638, con la creación del condado de Västerbotten, Umeå fue designada como su capital, aunque solo contaba con unos 40 habitantes, reflejo de su modesta escala.
Durante la Gran Guerra del Norte en el siglo XVII, Umeå sufrió múltiples devastaciones. Las tropas rusas incendiaron la ciudad en tres ocasiones: en 1714, 1720 y nuevamente en 1721, cuando aún no había sido completamente reconstruida tras los ataques anteriores. Estos acontecimientos marcaron un periodo de gran inestabilidad, aunque la ciudad logró recuperarse gradualmente en las décadas siguientes.
En 1809, durante la Guerra Finlandesa entre Suecia y el Imperio ruso, Umeå fue ocupada nuevamente por tropas rusas. El conflicto culminó con el Tratado de Fredrikshamn, que resultó en la cesión de Finlandia al Imperio ruso, dejando a Umeå en una nueva posición geopolítica, ahora más cercana a una frontera nacional.
Una de las catástrofes más recordadas en la historia de Umeå ocurrió el 25 de junio de 1888, cuando un gran incendio destruyó casi por completo la ciudad. Se trató de uno de los mayores incendios urbanos en la historia de Suecia. Durante la reconstrucción, se adoptaron nuevas normas urbanísticas que incluían una mayor separación entre edificios y la plantación de abedules a lo largo de las calles, como cortafuegos naturales. Esta decisión dio lugar al apodo con que se conoce a Umeå hoy en día: "La ciudad de los abedules" (Björkarnas stad).
A lo largo del siglo XX, Umeå experimentó un desarrollo constante, aunque fue a partir de la fundación de la Universidad de Umeå en 1965 que la ciudad vivió una transformación significativa. La universidad atrajo a estudiantes, investigadores y profesionales de todo el país y del extranjero, lo que impulsó el crecimiento demográfico y económico. Desde entonces, Umeå se ha convertido en un centro regional de educación, cultura e innovación tecnológica.
En la actualidad, Umeå es una de las principales ciudades del norte de Suecia, con una población que supera los 130 000 habitantes. En 2014 fue elegida como una de las Capitales Europeas de la Cultura, reconocimiento que reflejó su vibrante escena cultural, su diversidad y su compromiso con el arte contemporáneo, el diseño y la sostenibilidad.

## Transporte público
La localidad sueca de Umeå, ha visto la llegada de un nuevo y moderno miembro a su flota de transporte público, el OpBrid Busbaar, de la empresa con base en Granada, Opbrid S.L. y que consiste en un autobús dotado de un sistema eléctrico capaz de realizar recargas rápidas y que dispone además de un motor diésel que funciona en forma de generador para los momentos que las baterías se queden sin carga suficiente.
Por otro lado, Umea es la sede de Hybricon, una compañía que convierte autobuses en híbridos enchufables.

## Cultura
La Ópera del norte de Suecia, el Norrland Opera, tiene su sede en la ciudad. El Festival anual de Jazz de Umeå es uno de los más importantes a nivel escandinavo en este ritmo moderno.
En Umeå nació la banda de heavy metal Meshuggah, que fue etiquetado por la revista Rolling Stone como "una de las diez más importantes bandas duras y pesadas". Otras agrupaciones conocidas del género incluyen a Cult of Luna, Hueco, Ritos y Persuader.

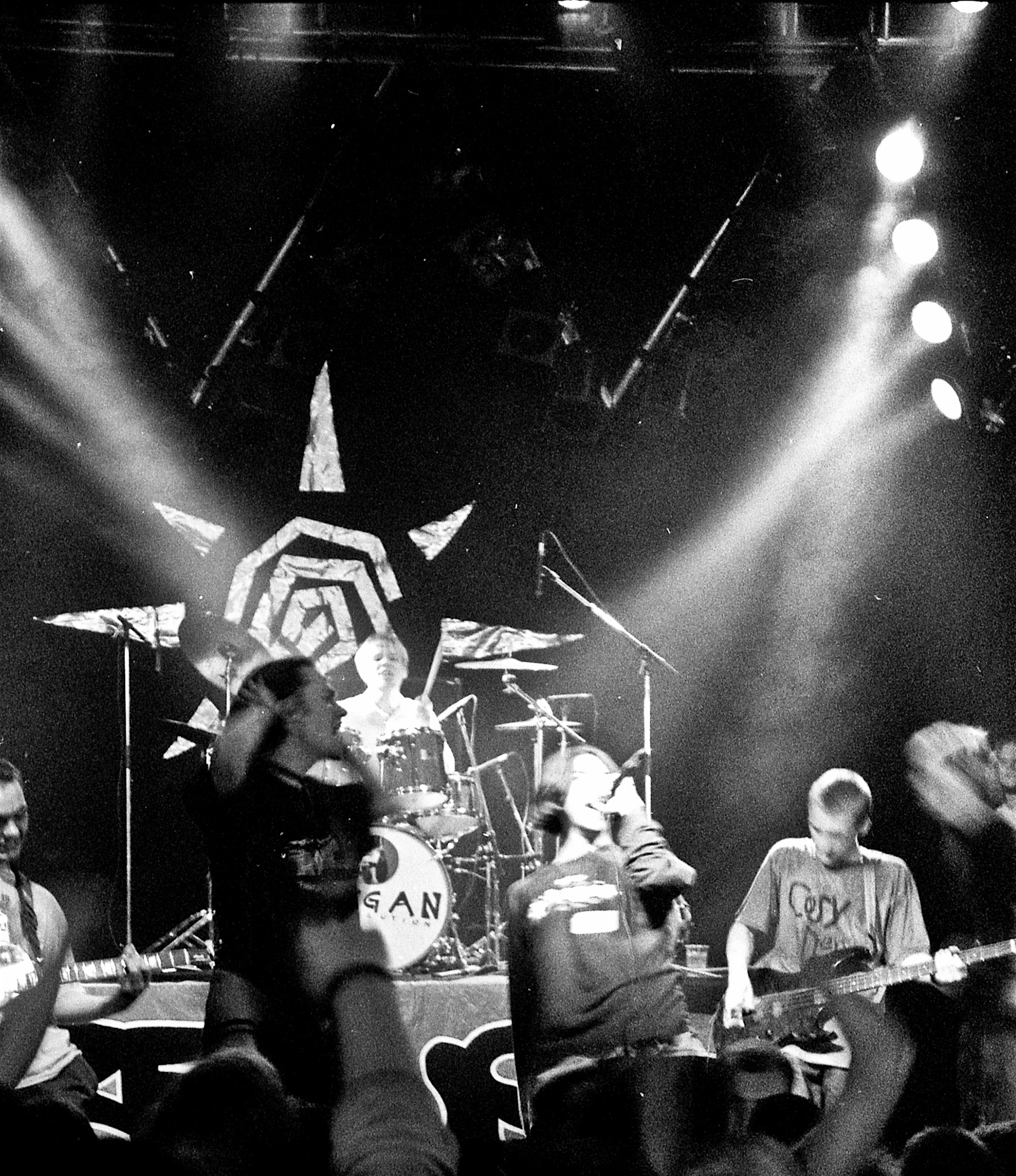
La banda de hardcore punk Refused, en vivo en 1994.

Durante la década de 1990, la influencia de bandas de Umeå: como Final Exit, Step Forward, Refused, Abhinanda, Shield, Doughnuts, entre otras; las discográficas locales Desperate Fight, Umeå Hardcore y Busted Heads llevó al crecimiento de la escena hardcore punk de Umeå, fenómeno conocido como Umeå Hardcore. También fueron significativos el número de grupos straight edge y el activismo vegano. A su vez, el centro juvenil "Galaxen" ayudó al surgimiento de nuevas bandas, tanto de punk como metal.
También es la sede del sello punk independiente Ny Våg, con bandas como AC4, Masshysteri e INVSN.
Los principales museos de Umeå son: 
- Bildmuseet - Museo de Arte Contemporáneo y Cultura Visual.
- Museo del condado de Västerbotten con Gammlia, museo al aire libre.
- Museo de esquí de Suecia.

Umeå es un centro de actividades culturales, con festivales de cine y de música anuales. La ciudad ha sido elegida Capital Europea de la Cultura para el año 2014.
Umeå es el centro de la televisión en el norte de Suecia, SVT Nord y la región norte de la oficina de TV4. Ambos se basan en la ciudad. Los principales periódicos del condado de Västerbotten, Västerbotten-Kuriren y Västerbotten Folkblad se basan en Umeå.

## Educación e investigación
En 1951 la biblioteca de la ciudad fue reconocida como la más importante del el norte de Suecia. La biblioteca recibe una copia de cada libro nuevo impreso en Suecia. La Universidad de Umeå cuenta con unos 37 000 estudiantes y 4200 empleados. El establecimiento de la universidad a mediados de la década de 1960 llevó a una expansión de la población de unos 50 000 habitantes a 75 645 de hoy. La expansión continúa, con cerca de 1000 nuevos habitantes cada año, y ha hecho de Umeå una ciudad moderna, un tanto intelectual para añadir a la base de la industria pesada tradicional para las ciudades a lo largo de la costa del norte de Suecia (Norrland). 
La Universidad Sueca de Ciencias Agrícolas o "Sveriges Lantbruksuniversitet" es una universidad de Suecia. Aunque su sede se encuentra en Uppsala (Ultuna), la Universidad cuenta con varios campus en diferentes partes de Suecia, incluyendo Umea. A diferencia de otros era propiedad de las universidades de Suecia, que se financian a través del presupuesto del Ministerio de Agricultura. 
El Hospital de la Universidad sirve a toda la región del norte de Suecia.

## Geografía
Limita al norte con los municipios de Skellefteå, al noreste con el municipio de Robertsfors, al este con el Golfo de Botnia, al suroeste con el municipio de Nordmaling, al oeste con el municipio de Vännäs y al noroeste con el municipio de Vindeln. A 600 km al norte de Estocolmo.

## Clima
| Parámetros climáticos promedio de Umeå, Suecia 1961-2015 | Parámetros climáticos promedio de Umeå, Suecia 1961-2015 | Parámetros climáticos promedio de Umeå, Suecia 1961-2015 | Parámetros climáticos promedio de Umeå, Suecia 1961-2015 | Parámetros climáticos promedio de Umeå, Suecia 1961-2015 | Parámetros climáticos promedio de Umeå, Suecia 1961-2015 | Parámetros climáticos promedio de Umeå, Suecia 1961-2015 | Parámetros climáticos promedio de Umeå, Suecia 1961-2015 | Parámetros climáticos promedio de Umeå, Suecia 1961-2015 | Parámetros climáticos promedio de Umeå, Suecia 1961-2015 | Parámetros climáticos promedio de Umeå, Suecia 1961-2015 | Parámetros climáticos promedio de Umeå, Suecia 1961-2015 | Parámetros climáticos promedio de Umeå, Suecia 1961-2015 | Parámetros climáticos promedio de Umeå, Suecia 1961-2015 |
| Mes                                                      | Ene.                                                     | Feb.                                                     | Mar.                                                     | Abr.                                                     | May.                                                     | Jun.                                                     | Jul.                                                     | Ago.                                                     | Sep.                                                     | Oct.                                                     | Nov.                                                     | Dic.                                                     | Anual                                                    |
| -------------------------------------------------------- | -------------------------------------------------------- | -------------------------------------------------------- | -------------------------------------------------------- | -------------------------------------------------------- | -------------------------------------------------------- | -------------------------------------------------------- | -------------------------------------------------------- | -------------------------------------------------------- | -------------------------------------------------------- | -------------------------------------------------------- | -------------------------------------------------------- | -------------------------------------------------------- | -------------------------------------------------------- |
| Temp. máx. abs. (°C)                                     | 10.6                                                     | 9.0                                                      | 14.2                                                     | 21.5                                                     | 26.6                                                     | 30.1                                                     | 32.2                                                     | 30.2                                                     | 24.5                                                     | 18.8                                                     | 13.2                                                     | 9.5                                                      | 32.2                                                     |
| Temp. máx. media (°C)                                    | -3.1                                                     | -2.5                                                     | 1.7                                                      | 7.2                                                      | 13.3                                                     | 18.0                                                     | 21.2                                                     | 19.8                                                     | 14.8                                                     | 7.4                                                      | 2.2                                                      | -0.7                                                     | 8.3                                                      |
| Temp. media (°C)                                         | -6.7                                                     | -6.8                                                     | -3.0                                                     | 2.4                                                      | 7.9                                                      | 12.5                                                     | 15.9                                                     | 14.7                                                     | 9.9                                                      | 3.5                                                      | -0.9                                                     | -4.4                                                     | 3.8                                                      |
| Temp. mín. media (°C)                                    | -10.3                                                    | -11.0                                                    | -7.7                                                     | -2.3                                                     | 2.5                                                      | 7.0                                                      | 10.7                                                     | 9.6                                                      | 5.1                                                      | -0.3                                                     | -4.0                                                     | -8.2                                                     | -0.7                                                     |
| Temp. mín. abs. (°C)                                     | -35.6                                                    | -38.2                                                    | -32.4                                                    | -25.5                                                    | -9.0                                                     | -3.6                                                     | 1.1                                                      | -1.9                                                     | -7.3                                                     | -20.2                                                    | -28.0                                                    | -32.7                                                    | -38.2                                                    |
| Precipitación total (mm)                                 | 45                                                       | 34                                                       | 33                                                       | 32                                                       | 35                                                       | 41                                                       | 57                                                       | 70                                                       | 62                                                       | 52                                                       | 62                                                       | 49                                                       | 572                                                      |
| Días de precipitaciones (≥ 1 mm)                         | 24                                                       | 20                                                       | 22                                                       | 16                                                       | 16                                                       | 15                                                       | 16                                                       | 18                                                       | 19                                                       | 20                                                       | 21                                                       | 23                                                       | 230                                                      |
| Horas de sol                                             | 33                                                       | 73                                                       | 167                                                      | 214                                                      | 258                                                      | 286                                                      | 282                                                      | 223                                                      | 158                                                      | 100                                                      | 45                                                       | 22                                                       | 1861                                                     |
| Fuente:                                                  |                                                          |                                                          |                                                          |                                                          |                                                          |                                                          |                                                          |                                                          |                                                          |                                                          |                                                          |                                                          |                                                          |

## Economía
Los campos de investigación principales de la Universidad son ciencias de la vida (especialmente medicina celular y la biología molecular de las plantas), la interacción de tecnología humana, el bienestar social, la ecología y las perspectivas de género. 
La Universidad de Umeå trabaja en colaboración con empresas: Como ABB, Volvo, Skanska, Ericsson, y Öhrlings PricewaterhouseCoopers (PwC).
La Universidad Sueca de Ciencias Agrícolas (SLU) en Umeå, con Umeå Plant Science Centre, es otro sitio importante de la investigación y la educación. 
Empresas notables situadas en Umeå: 
- Ålö AB (sv) las instalaciones de producción. Líder del mercado mundial en cargadores frontales para tractores.

(Verano unidad de producción, cerrado en 2011)
- AstraZeneca
- Handelsbanken, HQ en la región norte de Suecia
- Komatsu Forest, HQ Europea
- Siemens Financial Services, HQ escandinavo
- Volvo Lastvagnar

## Deportes
La ciudad de Umeå alberga actualmente cuatro importantes clubes deportivos. Uno es el club de fútbol femenino de Umeå IK, que juega en la máxima categoría de la liga sueca de fútbol femenino, Damallsvenskan. Otro, el equipo de hockey masculino SI Björklöven, que tuvo mucho éxito en la década de 1980, aunque no tanto en los últimos años. El Björklöven está jugando actualmente en la Hockeyallsvenskan sueca, liga de segunda. Por otra parte, IBK Dalen y IKSU están entre los principales equipos de floorball en Suecia, habiendo estado ambos equipos en los Campeonatos finales suecos dos años seguidos (a partir de 2013).
Otros clubes deportivos son:
- IFK Umeå
- Mariehem SK
- SI Umedalens
- Umea FC

Umeå también cuenta con un equipo de Derby del rodillo, Ume Radical se inició en 2009 y que todavía están presentes. 
En 2011 fue fundado el Umeå Béisbol y Sóftbol. El equipo tiene como entrenadores a dos exjugadores del equipo nacional y actualmente juega en Norra Regionserien.